# Rosa (álbum de Camila Gallardo)
Rosa es el álbum de estudio debut de la cantante chilena Cami. Fue lanzado el 8 de junio de 2018 por Universal Music Chile. Fue escrito en su mayoría por Gallardo y cuenta con la colaboración del cantante español Antonio José. El 23 de noviembre de 2018 lanza la versión deluxe del álbum. El álbum recibió una nominación en la categoría "Mejor Álbum tradicional Pop Vocal" de los Premios Grammy Latinos 2019.

## Antecedentes
Luego de lograr el segundo lugar de la primera versión de The Voice Chile y una importante popularidad, Universal Music Chile le ofreció un contrato. Más tarde Luis Fonsi, quien fue su entrenador en el programa de talentos, le hizo un regalo el que consistía en la canción que se convirtiera en su sencillo debut, Más de la mitad, escrito por Fonsi y Claudia Brant. Un año después lanza su segundo y tercer sencillo, Abrázame y Un poco más de frío. A principios del año 2018 presenta su cuarto sencillo Ven, y meses después anuncia su quinto sencillo, No es real, junto a la fecha de lanzamiento de su álbum debut.

## Promoción

### Sencillos
El álbum consta de siete sencillos, «Más de la mitad», «Abrázame», «Un poco más de frío», «Ven», «No es real» (con Antonio José), «Querida Rosa», «Pa' callar tus penas».

### Gira
Luego del anuncio de su álbum debut, Gallardo se embarca en una gira nacional por Chile llamada Cami Rosa Tour, entre las fechas se encuentras festivales y espectáculos en solitario. Camila se convirtió en la artista chilena más joven en cantar en el Movistar Arena, el cual es un importante escenario nacional.

## Recepción

### Rendimiento comercial
Rosa se convirtió en el álbum chileno más escuchado en Chile durante 2018 vía Spotify, y el sexto más escuchado a nivel general. Incluso, seis de sus siete sencillos estuvieron dentro de las 20 canciones chilenas más escuchadas durante el mismo año.

## Lista de canciones
| Rosa  |                             |                                |                        |          |  |
| N.º   | Título                      | Escritor(es)                   | Productor(es)          | Duración |  |
| 1.    | «Querida Rosa»              | Camila Gallardo, Ximena Muñoz  | Sebastian Krys         | 2:55     |  |
| 2.    | «Antorcha»                  | Gallardo, Muñoz                | Krys                   | 3:56     |  |
| 3.    | «No Es Real» (Antonio José) | Gallardo, Muñoz                | Krys                   | 2:56     |  |
| 4.    | «Pa' Callar Tus Penas»      | Gallardo                       | Krys                   | 3:31     |  |
| 5.    | «Abrázame»                  | Claudia Mekarski, Kany García  | Krys                   | 3:18     |  |
| 6.    | «Toditas por ti»            | Gallardo, Muñoz                | Krys                   | 2:43     |  |
| 7.    | «Un poco más de frío»       | Gallardo, Muñoz                | Krys                   | 3:29     |  |
| 8.    | «Ven»                       | Gallardo, Francisca Valenzuela | Krys                   | 3:43     |  |
| 9.    | «Más de la mitad»           | Luis Fonsi, Mekarski           | Andrés Saavedra, Fonsi | 4:08     |  |
| 10.   | «Fuerte»                    | Gallardo                       | Juan Pablo Quezada     | 2:19     |  |
| 32:58 |                             |                                |                        |          |  |

- Edición Deluxe

| Rosa — Edición especial (pistas adicionales) |              |                 |               |          |  |
| N.º                                          | Título       | Escritor(es)    | Productor(es) | Duración |  |
| 11.                                          | «No es real» | Gallardo, Muñoz | Krys          | 2:56     |  |
| 12.                                          | «Flashlight» | Jacob Jeffries  | Krys          | 3:56     |  |
| 13.                                          | «Mi ruego»   | Gallardo        | Max Miglin    | 4:25     |  |
| 44:24                                        |              |                 |               |          |  |

## Posiciones En Listas
| "Querida Rosa" | 2018 | 25 | —  | 13 | —  | 33 | — | Rosa          |
| Antorcha | 2018 | 55 | —  | 55 | —  | 1  | — | Rosa          |
| "No es real" (con Antonio José) | 2018 | 15 | 93 | 11 | 88 | 43 | 2 | Rosa          |
| "Pa' Callar Tus Penas" | 2018 | 48 | —  | 48 | —  | 12 | — | Rosa          |
| "Abrázame" | 2017 | 20 | —  | 10 | —  | 69 | — | Rosa          |
| "Toditas Por Ti" | 2018 | 69 | —  | 69 | —  | 1  | — | Rosa          |
| "Un Poco Mas De Frio" | 2017 | 34 | —  | 17 | —  | 23 | — | Rosa          |
| "Ven" | 2018 | 17 | —  | 17 | —  | 24 | — | Rosa          |
| "Mas De La Mitad" | 2016 | 52 | —  | 11 | —  | 46 | — | Rosa          |
| "Fuerte" | 2018 | 50 | —  | 50 | —  | 3  | — | Rosa          |
| "No Es Real" (versión solo) | 2018 | —  | —  | —  | —  | —  | — | Rosa (Deluxe) |
| "Flashlight" | 2018 | —  | —  | —  | —  | —  | — | Rosa (Deluxe) |
| "Mi Ruego" | 2018 | 22 | —  | 22 | —  | 5  | — | Rosa (Deluxe) |
| "—" significa que la canción no fue lanzada o no apareció en la lista. La cantidad de semanas y las posiciones fueron revisadas el 25 de febrero de 2019. |      |    |    |    |    |    |   |               |

## Certificaciones
| País  | Organismo certificador | Certificación | Ventas  | Ref.   |
| ----- | ---------------------- | ------------- | ------- | ------ |
| Chile | IFPI — Chile           | 28× Platino   | 110 000 | [ 12 ] |